# Бэйлинь (Суйхуа)
Бэйли́нь (кит. упр. 北林, пиньинь Běilín) — район городского подчинения городского округа Суйхуа провинции Хэйлунцзян (КНР). Название района является сокращением от «бэйтуань линьцзы».

## История
Исторически эти места назывались «Бэйтуань линьцзы» (北团林子). В 1885 году в этих местах был основан Суйхуаский комиссариат (绥化厅), подчинённый хуланьскому фудутуну, и в 1887 году возведён укреплённый пункт с земляными стенами и четырьмя воротами — посёлок Суйхуа. В 1905 году Суйхуаский комиссариат был поднят в статусе до Суйхуаской управы (绥化府).
После Синьхайской революции в Китае изменилась структура государственного управления, и в 1913 году Суйхуаская управа была преобразована в уезд Суйхуа, административный центр которой разместился в посёлке Суйхуа.
В 1931 году Маньчжурия была оккупирована японскими войсками, а в 1932 году было образовано марионеточное государство Маньчжоу-го. 1 декабря 1934 года в Маньчжоу-го была создана провинция Биньцзян, в состав которой вошли эти земли. В 1939 году в Маньчжоу-го произошло очередное изменение административно-территориального деления, и эти земли попали в состав провинции Бэйань.
В 1945 году Маньчжурия была освобождена Советской армией, и эти земли оказались в составе провинции Хэйлунцзян. В 1946 году восточная часть уезда Суйхуа была выделена в уезд Суйдун (绥东县). В 1947 году провинции Хэйлунцзян и Нэньцзян были объединены в «Объединённую провинцию Хэйлунцзян и Нэньцзян» (сокращённо — провинцию Хэйнэнь), однако вскоре разделены вновь. В июне 1947 года уезд Суйдун был расформирован, а его территория вернулась в состав уезда Суйхуа.
В 1956 году решением Госсовета КНР был образован Специальный район Суйхуа (绥化专区), управляющие органы которого разместились в посёлке Суйхуа уезда Суйхуа. В 1958 году он был расформирован, а вместо него был образован Специальный район Сунхуацзян (松花江专区). В 1965 году Специальный район Сунхуацзян был вновь переименован в Специальный район Суйхуа. Во время Культурной революции правительство Специального района Суйхуа в 1967 году было расформировано, а вместо него образован Революционный комитет; сам специальный район в это время трансформировался в Округ Суйхуа (绥化地区). В 1978 году Революционный комитет был преобразован в правительство округа.
В 1982 году уезд Суйхуа был преобразован в городской уезд, а посёлок Суйхуа и прилегающие земли — в шесть уличных комитетов в его составе. В 1999 году решением Госсовета КНР структуры округа Суйхуа и городского уезда Суйхуа были расформированы, а вместо них был образован городской округ Суйхуа; территория бывшего городского уезда Суйхуа стала районом Бэйлинь в его составе.

## Административное деление
Район Бэйлинь делится на 6 уличных комитетов (в городе Суйхуа), 12 посёлков, 8 волостей.
| №  | Название    | Название (кит.) | Статус          | Население чел. (2010) | На карте                         |
| -- | ----------- | --------------- | --------------- | --------------------- | -------------------------------- |
| 1  | Айлу        | 爱路办事处      | уличный комитет | 96087                 | 46°38′34″ с. ш. 126°59′01″ в. д. |
| 2  | Даю         | 大有办事处      | уличный комитет | 70554                 | 46°38′34″ с. ш. 126°59′01″ в. д. |
| 3  | Цзылай      | 紫来办事处      | уличный комитет | 61132                 | 46°38′34″ с. ш. 126°59′01″ в. д. |
| 4  | Цзитай      | 吉泰办事处      | уличный комитет | 52606                 | 46°38′34″ с. ш. 126°59′01″ в. д. |
| 5  | Сичанфа     | 西长发镇        | поселок         | 46429                 | 46°25′36″ с. ш. 126°42′01″ в. д. |
| 6  | Сыфантай    | 四方台镇        | поселок         | 44708                 | 46°55′19″ с. ш. 126°58′43″ в. д. |
| 7  | Синфу       | 兴福乡          | волость         | 36942                 | 46°41′05″ с. ш. 127°07′04″ в. д. |
| 8  | Баошань     | 宝山镇          | поселок         | 35823                 | 46°31′42″ с. ш. 126°54′41″ в. д. |
| 9  | Чжанвэй     | 张维镇          | поселок         | 33606                 | 47°03′38″ с. ш. 126°59′58″ в. д. |
| 10 | Дунфу       | 东富乡          | волость         | 33317                 | 46°40′26″ с. ш. 126°58′34″ в. д. |
| 11 | Синьхуа     | 新华乡          | волость         | 31672                 | 46°38′35″ с. ш. 126°50′30″ в. д. |
| 12 | Циньцзя     | 秦家镇          | поселок         | 31361                 | 46°47′45″ с. ш. 126°59′56″ в. д. |
| 13 | Дунцзинь    | 东津镇          | поселок         | 30190                 | 46°44′27″ с. ш. 127°12′33″ в. д. |
| 14 | Саньцзин    | 三井乡          | волость         | 30182                 | 47°06′33″ с. ш. 127°01′31″ в. д. |
| 15 | Саньхэ      | 三河镇          | поселок         | 28138                 | 47°00′05″ с. ш. 127°16′43″ в. д. |
| 16 | Тайпинчуань | 太平川镇        | поселок         | 26787                 | 46°37′43″ с. ш. 126°44′25″ в. д. |
| 17 | Ионъань     | 永安镇          | поселок         | 25989                 | 46°33′01″ с. ш. 126°39′21″ в. д. |
| 18 | Ляньган     | 连岗乡          | волость         | 25800                 | 46°35′46″ с. ш. 126°30′34″ в. д. |
| 19 | Суйшэн      | 绥胜镇          | поселок         | 23480                 | 46°32′11″ с. ш. 126°46′34″ в. д. |
| 20 | Шуанхэ      | 双河镇          | поселок         | 23080                 | 46°52′58″ с. ш. 127°10′03″ в. д. |
| 21 | Уин         | 五营乡          | волость         | 21846                 | 46°56′18″ с. ш. 127°13′35″ в. д. |
| 22 | Цзиньхэ     | 津河镇          | поселок         | 19828                 | 46°44′07″ с. ш. 127°09′14″ в. д. |
| 23 | Хунци       | 红旗乡          | волость         | 18667                 | 46°30′10″ с. ш. 126°34′16″ в. д. |
| 24 | Дунсин      | 东兴办事处      | уличный комитет | 15622                 | 46°38′34″ с. ш. 126°59′01″ в. д. |
| 25 | Бэйлинь     | 北林办事处      | уличный комитет | 10389                 | 46°38′34″ с. ш. 126°59′01″ в. д. |
| 26 | Синхэ       | 兴和乡          | волость         | 2879                  | 46°53′08″ с. ш. 127°06′23″ в. д. |

## Соседние административные единицы
Район Бэйлинь на юго-востоке граничит с территорией города субпровинциального значения Харбин, на востоке — с уездом Цинъань, на северо-востоке — с уездом Суйлин, на северо-западе — с уездом Ванкуй, на юго-западе — с уездом Ланьси.